# ライヒェンバッハ条約 (1790年)
ライヒェンバッハ条約（ライヒェンバッハじょうやく、ドイツ語: Reichenbacher Konvention）は1790年7月27日にライヒェンバッハで締結された、プロイセン王フリードリヒ・ヴィルヘルム2世と神聖ローマ皇帝レオポルト2世の間の条約。
直近にオーストリアとロシア帝国が対オスマン帝国の戦争で勝利したため、オーストリアとプロイセンは利害の調整を試み、特にレオポルト2世は譲歩した。

## 条約
条約により、オーストリアは直近にオスマン帝国から奪取した領地を全て返還、さらにオーストリア領ネーデルラントに恩赦と古い憲法を与えた。プロイセン代表のエヴァルト・フリードリヒ・フォン・ヘルツベルク伯爵はオーストリアがオスマン帝国からわずかながら領土を獲得することに同意したが、オスマン帝国の同意という条件を付け、さらにプロイセンも領土を獲得するという条件も付けた。
オーストリアはオスマン帝国に領土を返還しなければならなかったが、ホティンの駐留軍を維持することは許された。さらに、ボスニアの国境の保護も保障された。プロイセンはこれらの譲歩の代償を支払うとした。また別の条項ではオーストリアが対オスマン戦争を継続したロシアに公的にでも暗にでも援助しないことを約束した。

## 結果
条約はレオポルト2世の外交的成功であった。ライヒェンバッハ条約はレオポルト2世の名声を高め、彼が自領の平穏の維持に専念することができた。一方のプロイセンは領土拡大の計画を捨てなければならず、オーストリアの損失に乗じて戦略的利益を得る機会も失われた。ライヒェンバッハ条約は歴史家にフリードリヒ2世の政策の終焉、およびプロイセンの衰退の始まりを象徴したと見られた。やがて、イエナ・アウエルシュタットの戦いでプロイセンは衰退を極めた。